# دکستر هلند
دکستر هلند (انگلیسی: Dexter Holland؛ زادهٔ ۲۹ دسامبر ۱۹۶۵) یک موسیقی‌دان اهل ایالات متحده آمریکا است.
او در فیلم دست‌های بیکار بازی کرده‌است.